# Cratere José
José è un cratere lunare di 1,22 km situato nella parte sud-occidentale della faccia visibile della Luna.